# MUNIN
Pour les articles homonymes, voir Munin.
MUNIN, de l'anglais Maritime Unmanned Navigation through Intelligence in Networks, signifiant « la navigation maritime sans équipage à travers l'intelligence en réseaux », est un projet de recherche visant à développer l'apparition de navires autonomes et sans équipages. Le projet a été subventionné par l'Union européenne. Les recherches ont débuté le 1er septembre 2012 et se prolongeront jusqu'au 31 août 2015, bénéficiant d'un fonds de 2,9 millions d'euros. 
Le projet bénéficie de la collaboration de 8 partenaires impliqués dans l'industrie technologique et/ou maritime, à savoir :
- Aptomar
- Marine Soft
- University College Cork
- Hochschule Wismar
- L'École Polytechnique de Chalmers[2]
- Le centre de logistique maritime Fraunhofer
- L'institut norvégienne de recherche en technologie maritime "MARINTEK"
- Marorka[3]

## Objectifs
Les objectifs du projet sont multiples. Tout d'abord, il s'agit de développer et tester le concept de navire autonome. Ce dernier serait guidé par les systèmes embarqués à bord et contrôlé par une station à terre. Dans un deuxième temps, MUNIN étudie le développement de nouveaux composant individuels du navire autonome qui pourraient équiper les navires actuels.
Les recherches principales concernent :
- la maintenance technique de ces navires
- le support de navigation dans le cas de passerelle sans équipage
- les opérations télécommandées
- la coordination avec la côte en incluant le SAR, le pilotage et les TSS.

## Le navire autonome
Un navire autonome est une combinaison entre un navire télécommandé et un navire automatisé. Ce dernier doit donc pouvoir être commandé par un opérateur terrestre mais doit aussi pouvoir prendre des décisions par lui-même grâce à ses systèmes internes sans l'intervention d'un opérateur.

## Problématique majeure
Premièrement, dépendant de la région dans laquelle le navire se trouve, la communication peut être mise à mal. Deuxièmement, il faut éviter les collisions sachant qu'aucune vigie ne sera à bord et donc améliorer les systèmes de détection de grands et petits obstacles. Troisièmement, l'équipement à bord doit être durable et de haute qualité afin d'éviter une panne du système. Enfin, la création d'un système central de communication à terre.

## Le système MUNIN
Afin de rendre les navires sans équipages possibles, le projet se base sur les technologies actuelles d'aide à la navigation. 
Le navire autonome utilisera les systèmes tels que:  
- le radar
- l'ECDIS
- des caméras de surveillance et infrarouge.
- le Système d'identification automatique.

Le tout sera relié à une unité centrale coordonnant les mouvements du navire ayant pris en compte les données récoltées par les systèmes à bord, rendant alors possible l'automatisation du navire sans interventions humaines.